# Euophrys kataokai
Euophrys kataokai là một loài nhện trong họ Salticidae.
Loài này thuộc chi Euophrys. Euophrys kataokai được Ikeda miêu tả năm 1996.

## Hình ảnh

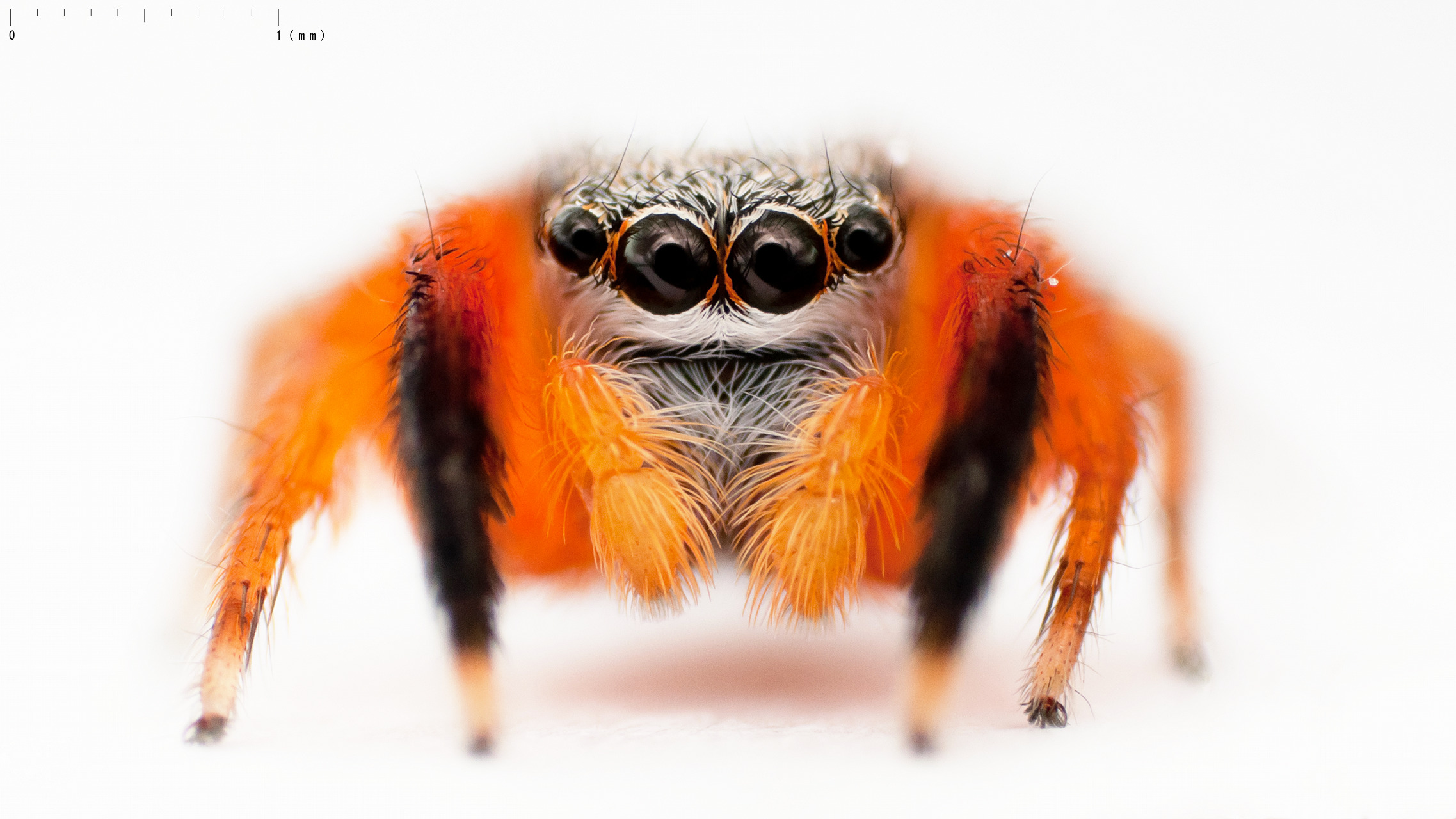